# Xiyuan (sockenhuvudort i Kina, Zhejiang Sheng, lat 28,41, long 120,84)
Xiyuan (kinesiska: 西源, 西源乡) är en sockenhuvudort i Kina. Den ligger i provinsen Zhejiang, i den östra delen av landet, omkring 210 kilometer söder om provinshuvudstaden Hangzhou. Antalet invånare är 3 725. Befolkningen består av 1 732 kvinnor och 1 993 män. Barn under 15 år utgör 21,0 %, vuxna 15-64 år 58 %, och äldre över 65 år 20,0 %.
Runt Xiyuan är det tätbefolkat, med 276 invånare per kvadratkilometer. Närmaste större samhälle är Fenglin, 12,6 km sydväst om Xiyuan. I omgivningarna runt Xiyuan växer i huvudsak blandskog.
Genomsnittlig årsnederbörd är 2 185 millimeter. Den regnigaste månaden är juni, med i genomsnitt 368 mm nederbörd, och den torraste är januari, med 71 mm nederbörd.